# Little by Little
Little by Little är en låt av The Rolling Stones som släpptes som B-sida till Stones version av Buddy Hollys låt "Not Fade Away" från 1964. "Little by Little" släpptes även på gruppens debutalbum som släpptes senare samma år och är skriven av Nanker Phelge och Phil Spector. Nanker Phelge är ett nom de guerre för alla Stones medlemmar under tidigt sextiotal.